# Rudolf Huch
Rudolf Huch, född 28 februari 1862 i Porto Alegre, död 13 januari 1943 i Bad Harzburg, var en tysk författare. Han var bror till Ricarda Huch och kusin till Friedrich Huch.
Huch debuterade med en stridsskrift mot naturalismen, liksom ett försvar för den klassiska traditionen, Mehr Goethe (1899). Ett satiriskt drag genomgår de flesta av hans romaner, som anknyter till Goethe och Gottfried Keller. Bland dess märks Hans der Träumer (1902), Der Frauen wunderlich Wesen (1905), Komödianten des Lebens (1906), Die Rübenstedter (1910), Junker Ottos Romfahrt (1917), Das unbekannte Land (1920), Spiel am Ufer (1927), samt Anno 1922 (1929). Av självbiografisk art är Aus einem engen Leben (1923).